# 서균렬
서균렬(徐鈞烈, 1956년 1월 20일~)은 대한민국의 원자핵공학자이다.
서울대학교를 졸업하고 MIT에서 석박사를 마친 뒤 서울대학교 원자핵공학과 명예교수를 지내고 있다.

## 후쿠시카 오염수 방류 관련 논란
2023년 후쿠시마 원전 오염수 방류 이슈에 대해 '오염수 방류가 매우 위험하다'라고 주장하며 원자력 공학계 주류 입장과 반대되는 입장을 내비치며 논란을 빚었다.
서울대학교 주한규 원자핵공학과 교수는 해당 발언을 비판하였다.

## 약력
- 2008년~2009년	한국원자력학회 국제업무 담당자
- 2002년~2014년	필로소피아 대표
- 2001년	제4세대 원자력시스템국제포럼 한국대표
- 1996년~2023년	서울대학교 공과대학 원자핵공학과 교수
- 1994년~1996년	한국원자력연구원 실장
- 1988년~1994년	웨스팅하우스일렉트릭 수석 엔지니어
- 1987년~1988년	프랑스전력청 객원 연구원
- 1987년	매사추세츠공과대학대학원 원자핵공학과 박사
- 1985년	매사추세츠공과대학대학원 원자핵공학과 석사
- 1979년~1981년	한국원자력연구원 엔지니어
- 1978년	서울대학교 원자핵공학과 학사